# Henri Calvet-Rognat
Pour les articles homonymes, voir Calvet-Rognat.
Henri Calvet-Rognat, né le 12 novembre 1853 à Paris et mort le 9 septembre 1915 à Paris 16e, est un homme politique français.

## Biographie
Fils de Pierre Calvet-Rognat, député sous le Second Empire, il reprend les affaires industrielles de la famille. Conseiller général du canton de Pont-de-Salars, il est député de l'Aveyron de 1885 à 1889, siégeant à droite.

## Sources
- « Henri Calvet-Rognat », dans Adolphe Robert et Gaston Cougny, Dictionnaire des parlementaires français, Edgar Bourloton, 1889-1891 [détail de l’édition]
- « Henri Calvet-Rognat », dans le Dictionnaire des parlementaires français (1889-1940), sous la direction de Jean Jolly, PUF, 1960 [détail de l’édition]